# Саблуково (Арзамасский район)
Саблуко́во — село в Арзамасском районе Нижегородской области. Входит в состав Кирилловского сельсовета.

## Географическое положение
Располагается в 11 км на восток от Арзамаса и в 5,5 км к западу от Успенского-1-го. Окружён лесами, славящимися грибами.

## Население
| 1999 | 2002 | 2009 | 2010 |
| ---- | ---- | ---- | ---- |
| 142  | ↘138 | ↘118 | ↘89  |

До революции Саблуковский приход насчитывал более тысячи прихожан, село было многолюдным. Вокруг было много хуторов. С разрушением колхоза люди стали уезжать в город. В данный момент село вымирает.В 1998 ул Мостовая периименовали в ул 9М АЯ

## Церковь
В селе находится церковь во имя св. Владимира равноапостольного (1859 года постройки) в полуразрушенном состоянии. Церковь была построена на средства помещиков- Владимира Павловича Языкова и Николая Николаевича Корфа. В 1939 году храм в Саблуково был закрыт и разрушен.
В 1870 году в селе была открыта земская школа, в которой обучались 65 мальчиков и 50 девочек. Попечителем школы была помещица Любовь Николаевна Бронская. На 1916 год в приходе было 1200 православных.

## Интересное
Рядом с селом Саблуково, в 2 км на запад, расположена городская свалка. Несмотря на отдалённость, утром дым с горящей свалки окутывает всё село ядовито сладковатым облаком. В конце 1990-х на свалке построили завод по переработке мусора по голландской системе. Но завод долго не проработал,  так как  он работал по непрерывному циклу, а для этого требовался бо́льший объем отходов .Такого объема в Арзамасе не было и нет.  По подсчётам экологов, чтобы завод работал, нужно не менее трёх Арзамасов.